# Luogo di articolazione

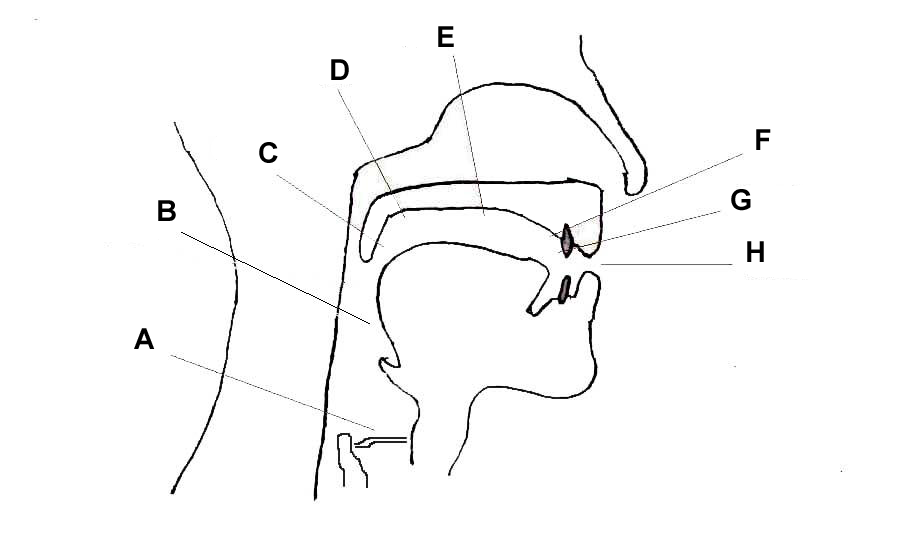
L'apparato fonatorio secondo i luoghi di articolazione: A = glottide; B = faringe; C = ugola; D = palato molle (o velo palatino); E = palato duro; F = alveoli; G = denti; H = labbra.

In fonetica articolatoria, il luogo di articolazione è uno dei parametri che permettono di classificare i suoni del linguaggio (foni), e più precisamente le consonanti. Esso descrive quali organi dell'apparato fonatorio interagiscono per produrre un suono (fonazione) (labbra, denti, lingua, quale punto del palato, la faringe o la glottide).
Questo è uno dei parametri in base al quale si definiscono le consonanti: l'altro, il modo di articolazione, stabilisce in che modo questi organi si dispongono nella bocca per la produzione del suono. Un ultimo parametro per la classificazione delle consonanti è infine l'attivazione o meno delle corde vocali, in base al quale il fono sarà rispettivamente sonoro o sordo.
Per ogni luogo di articolazione vi possono essere più modi di articolazione diversi, vale a dire più consonanti omorganiche. Ad esempio, i suoni [d] e [n] sono entrambi, dal punto di vista del luogo di articolazione, delle alveolari, ma riguardo al modo di articolazione [d] è una occlusiva e [n] una nasale.
Questo parametro, come d'altronde quello del modo di articolazione, non è valido per le vocali in quanto nella loro produzione non viene opposto un ostacolo alla fuoriuscita dell'aria: esse si classificano solo in base alla posizione della lingua nella bocca.
Nell'ambito delle consonanti, dal punto di vista del luogo di articolazione si distinguono:
- consonanti bilabiali
- consonanti labiodentali
- consonanti dentali, alveolari e postalveolari
- consonanti retroflesse
- consonanti palatali
- consonanti velari
- consonanti uvulari
- consonanti faringali
- consonanti glottidali